# 可裝配性設計
可裝配性設計（Design for assembly）也稱作為裝配設計，簡稱DFA，是產品設計時考慮組裝製造的方便性。若產品的部組件越少，在組裝時需要的時間比較少，因此可以減少組裝成本。另外，若這些組件有些易於抓握、移動、定位或是插入的特殊設計，也可以減少組裝時間及組裝成本。減少組立時的部組件一般也會減少組立時各組件的總成本。這也是一般進行可裝配性設計時，對總成本的效益。

## 途徑
可裝配性設計可以用許多不同的方式達成。在1960年代及1970年代時，為了讓設計者在設計過程就考慮裝配性問題，訂定了許多的規則及建議。許多規則及建議也會配合實際的例子，說明需要改善哪些組裝上的困難。不過到1970年代出現了數值評價方式，才讓用可裝配性設計的想法來比較已有的設計以及計劃要進行的設計
第一個評價的方式是在日立公司發展的，稱為裝配性評價法（Assembly Evaluation Method，AEM）。這個方法是以「一個零件一個動作」為原則。針對較複雜的動作，會有扣分的標準，組裝的容易性就是以扣分的多少為準。這個方法一開始是為了便於自動化裝配所設計的。

## 著名的例子
像Sony公司的Walkman以及Swatch公司的手表就是二個有關裝配的良好設計的例子，這二個都是全自動化裝配。Walkman生產線的設計是「垂直組裝」，組件只由垂直方向進行組裝。Sony公司的SMART組裝線，是組裝Walkman的產品，是可以組裝一開始就以垂直組裝設計的小型產品。
IBM Proprinter是用 「為自動裝配而設計」（design for automated assembly，DFAA）原則。DFAA原則有助於設計用機器人自動組裝的產品，就算是人工組裝的產品，也很有幫助。

## 延伸資料
For more information on Design for Assembly and the subject of Design for Manufacture and Assembly see:
- Boothroyd, G. "Assembly Automation and Product Design, 2nd Edition", Taylor and Francis, Boca Raton, Florida, 2005.
- Boothroyd, G., Dewhurst, P. and Knight, W., "Product Design for Manufacture and Assembly, 2nd Edition", Marcel Dekker, New York, 2002.

## 外部連結
- "Successful Design for Assembly" - February 26, 2007 article from Assembly Magazine（页面存档备份，存于）